# Myriam Aguirre
Myriam Christar Aguirre Lama (Santiago, 21 de septiembre de 1939) es una escultora y catedrática chilena adscrita a la denominada línea americanista.

## Formación
Estudió en la Universidad de Chile, para proseguir especializándose en la Universidad de Berkeley, Estados Unidos. En su trabajo se aprecian formas volumétricas con una tendencia hacia lo abstracto, donde Aguirre «ha abordado la escultura de figura humana evolucionando dentro del mismo tema en la figuración, la abstracción y el expresionismo».
Ha participado en varias exposiciones individuales y colectivas durante su carrera, entre ellas la Exposición de Arte Contemporáneo del Museo de Arte Contemporáneo de Santiago (1968) y la muestra Cincuenta Años de Escultura Contemporánea Chilena en el Centro Cultural Estación Mapocho de Santiago (1996), entre otros.